# FSV Budissa Bautzen
Die Fußballspielvereinigung (FSV) Budissa Bautzen ist ein Fußballverein aus Bautzen in Sachsen. Die 1. Männermannschaft trägt ihre Heimspiele im 5.000 Zuschauer fassenden städtischen Stadion Müllerwiese aus. Der Spiel- und Trainingsbetrieb der Nachwuchsmannschaften findet im Nachwuchszentrum Humboldthain statt, das sich inmitten des Waldgebietes Humboldthain – circa 3 Kilometer außerhalb der Stadt Bautzen – befindet. Sein Vorgänger BSG Motor Bautzen spielte viele Jahre in der zweitklassigen DDR-Liga.

## Geschichte

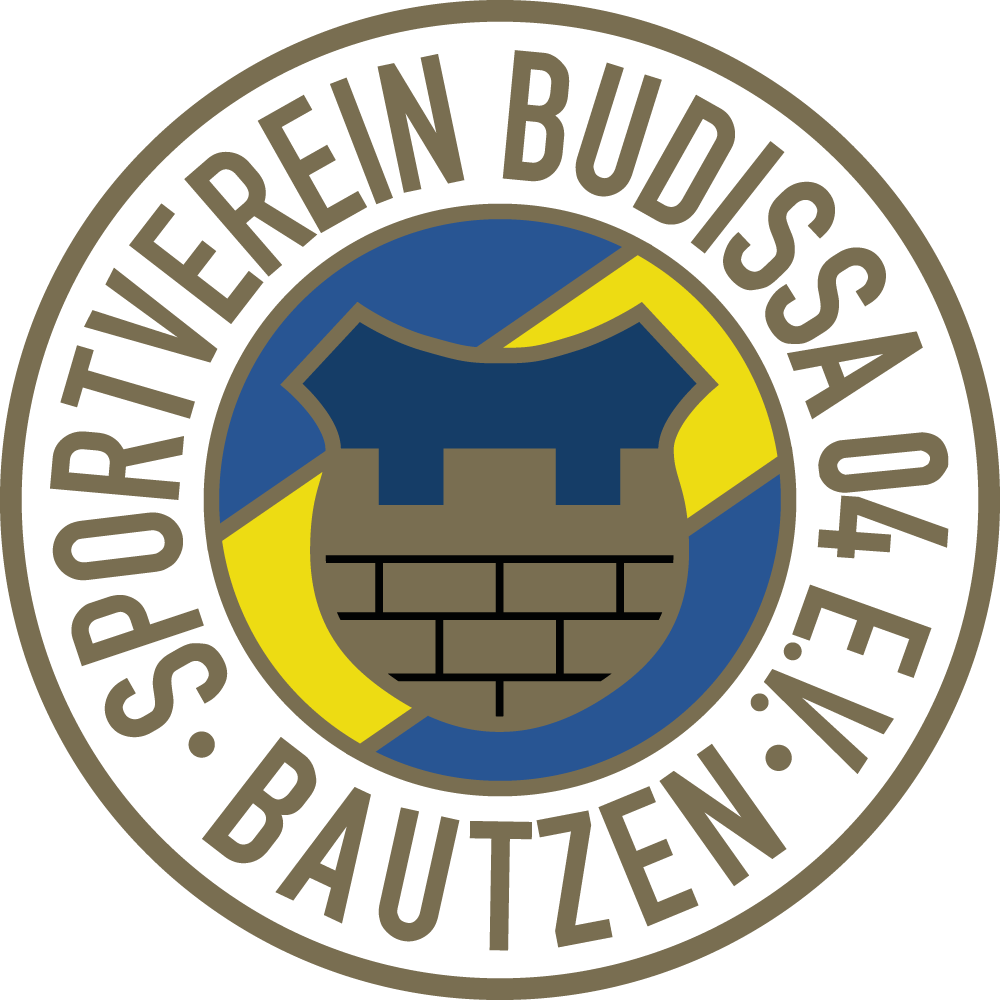
Logo des SV Budissa Bautzen

Logo der BSG Motor

Zwölf Sportler gründeten am 24. Mai 1904 im „Deutschen Haus“ in Stiebitz den Fußballclub Budissa Bautzen. Die Vereinsfarben blau-gelb wurden dem Stadtwappen entlehnt. Der lateinische Name „Budissa“ leitet sich von der wendisch-sorbischen Bezeichnung „Budissin“ für Bautzen ab. Nach Aufnahme weiterer Sportarten gab sich der Verein 1907 mit zunächst 130 Mitgliedern den neuen Namen Sportverein Budissa 04. Dieser Verein bestand bis zum Ende des Zweiten Weltkriegs. 
Der SV Budissa wurde zwischen 1912 und 1932 achtmal Meister des Fußballgaus Oberlausitz. Nach 1933 sind vier Spielzeiten in der damals zweitklassigen Fußball-Bezirksklasse Dresden-Bautzen überliefert.
1945 wurde der bisherige Sportverein auf Betreiben der sowjetischen Besatzungsmacht aufgelöst. Als Nachfolgerin nahm 1946 die SG Bautzen-Süd den zunächst noch lokal beschränkten Sportverkehr wieder auf und beteiligten sich u. a. 1948/49 an der Meisterschaft des Fußballbezirks Ostsachsen, wo man den 7. Platz erreichte. Die Sportgemeinschaft (SG) wurde 1950 von der Betriebssportgemeinschaft (BSG) des Waggonbaus Bautzen übernommen und trat fortan bis 1990 als Motor Bautzen an.
Als BSG Motor gehörten die Bautzener 1952 zu den Gründungsmannschaften der neu eingerichteten drittklassigen Bezirksliga Dresden. 1954 gelang für eine Saison der Aufstieg in die I. DDR-Liga, danach folgten zwei Spielzeiten in der nun drittklassigen II. DDR-Liga. Von 1958 bis 1960 war die BSG Motor wieder in der I. DDR-Liga vertreten. Abgesehen von einem weiteren Jahr in der II. DDR-Liga (1961/62) spielte die BSG Motor bis 1968 in der I. DDR-Liga (ab 1963 DDR-Liga genannt) und erreichte 1965 mit einem 9. Rang ihre beste Platzierung. Anschließend folgten sechs Spielzeiten in der nun wieder drittklassigen Bezirksliga. Von 1974 bis 1976 konnte Bautzen noch einmal in die DDR-Liga zurückkehren, danach war man in der Bezirksliga Dresden zu Hause. Den Abstiegen in die Bezirksklasse 1980 und 1984 folgte jeweils der sofortige Wiederaufstieg. Den DDR-Fußballbetrieb beendete die BSG Motor Bautzen 1990 mit einem 13. Platz in der Bezirksliga Dresden. Im Wettbewerb um den DDR-Fußballpokal (FDGB-Pokal) war die BSG 16-mal vertreten, kam aber nie unter die letzten Sechzehn.
Nach dem Wegfall der Förderung durch das Waggonbauwerk infolge der wirtschaftlichen Veränderungen nach der politischen Wende von 1989 wurde die Sektion Fußball der Betriebssportgemeinschaft auf Betreiben einer Initiativgruppe Fußball in den eingetragenen Verein Fußballspielvereinigung Budissa Bautzen umgewandelt.
Den Spielbetrieb unter der DFB-Regie begann die FSV Budissa Bautzen 1990 ebenfalls in der Bezirksliga Dresden, der zunächst 4., ab 1991 5. Spielklasse. 1992 gelang der Aufstieg in die Landesliga Sachsen, 1994 der Abstieg aus selbiger. Danach folgten wieder sieben Jahre in der inzwischen sechstklassigen Bezirksliga. 2002 stieg Bautzen erneut in die Landesliga auf, in der sie 2005 den Aufstieg in die Oberliga Nordost schaffte, die seit 2008 die 5. Liga ist.
2014 feierte man die Meisterschaft in der Südstaffel der Oberliga Nordost und stieg in die viertklassige Regionalliga Nordost auf. Reimund Linkert wurde ab dem 7. März 2017 durch Torsten Gütschow als Trainer abgelöst. Nachdem sich der Verein im Februar 2019 in Abstiegsgefahr befunden hatte, wurde Gütschow durch Petrik Sander ersetzt, aber auch Sander konnte den Abstieg aber nicht verhindern. Obwohl Budissa nach dem Abstieg in der Oberliga hätte antreten können, entschloss sich der Vorstand aber, in der Saison 2019/20 noch eine Liga tiefer, in der Sachsenliga anzutreten.
Thomas Hentschel übernahm mit dem Rückzug in die Sachsenliga zum dritten Mal im Verein die Position des Cheftrainers. 2021 erfolgte die Rückkehr in die Oberliga, als der 1. Männermannschaft nach dem coronabedingten Abbruch der Saison 2020/21 in einem Relegationsspiel gegen den SC Freital der Wiederaufstieg in die fünfthöchste Spielklasse gelang. Im August 2021 gab Thomas Hentschel seinen Rückzug vom Cheftrainer-Posten bekannt. Für ihn übernahm der U19-Coach Stefan Richter, dessen Vertrag nach einer sportlich durchwachsenen Saison nicht über das Saisonende 2023/2024 hinaus verlängert wurde. Zu Beginn der Saison 2024/2025 übernahm Steve Dieske den Posten des Cheftrainers der FSV Budissa Bautzen.

## Statistik

### Sportliche Erfolge
- Gauliga Oberlausitz
  - Meister: 1912, 1913, 1914, 1915, 1917, 1918, 1931, 1932
- II. DDR-Liga
  - Meister: 1957
- Fußball-Bezirksliga Dresden
  - Meister: 1954, 1974
- Oberliga Nordost (Staffel Süd)
  - Meister: 2014
- Fußball-Sachsenliga
  - Meister: 2005

### Ligazugehörigkeit
- 1952/53–1953/54 Bezirksliga Dresden (Liga 3)
- 1954/55 DDR-Liga (2)
- 1956–1957 II. DDR-Liga (3)
- 1958–1960 I. DDR-Liga (2)
- 1961/62 II. DDR-Liga
- 1962/63–1967/68 I. DDR-Liga
- 1968/69–1973/74 Bezirksliga Dresden (3)
- 1974/75–1975/76 DDR-Liga
- 1976/77–1979/80 Bezirksliga Dresden
- 1980/81 Bezirksklasse Dresden (4)
- 1981/82–1982/84 Bezirksliga Dresden
- 1984/85 Bezirksklasse Dresden
- 1985/86–1989/90 Bezirksliga Dresden 1990: 13.
- 1990/91–1991/92 Bezirksliga Dresden (Liga 3/4)
- 1992/93–1993/94 Landesliga Sachsen (4)
- 1994/95–2001/02 Bezirksliga Dresden (6)
- 2002/03–2004/05 Landesliga Sachsen (5)
- 2005/06–2013/14 Oberliga Nordost (4, seit 2008 5. Liga)
- 2014/15–2018/19 Regionalliga Nordost (4)
- 2019/20–2020/21 Landesliga Sachsen (6)
- seit 2021/22 Oberliga Nordost (5)

### Trainerhistorie
| Amtszeit                | Trainer              |
| ----------------------- | -------------------- |
| 01.07.1997 – 30.06.1998 | Jörg Bär             |
| 01.07.1998 – 16.04.2007 | Thomas Hentschel     |
| 17.04.2007 – 30.06.2007 | Andreas Hain         |
| 01.07.2007 – 30.10.2007 | Horst Rau            |
| 31.10.2007 – 30.11.2007 | Andreas Hain         |
| 01.12.2007 – 15.03.2009 | Steffen Hammermüller |
| 16.03.2009 – 26.04.2011 | Thomas Hoßmang       |
| 27.04.2011 – 30.06.2011 | Dirk Rettig          |
| 01.07.2011 – 27.09.2011 | Thomas Baron         |

| Amtszeit                | Trainer          |
| ----------------------- | ---------------- |
| 28.09.2011 – 31.12.2011 | Dirk Rettig      |
| 01.01.2012 – 30.06.2013 | Damian Halata    |
| 01.07.2013 – 10.03.2016 | Thomas Hentschel |
| 11.03.2016 – 06.03.2017 | Reimund Linkert  |
| 07.03.2017 – 28.02.2019 | Torsten Gütschow |
| 28.02.2019 – 30.06.2019 | Petrik Sander    |
| 01.07.2019 – 30.08.2021 | Thomas Hentschel |
| 31.08.2021 – 30.06.2024 | Stefan Richter   |
| seit 01.07.2024         | Steve Dieske     |

### Bekannte Spieler
- Gert Heidler, DDR-Nationalspieler, war Nachwuchsspieler bei der BSG Motor
- Hartmut Hoffmann, Oberligaspieler in Zwickau, vorher bei der BSG Motor
- Sven Kmetsch, Jugendspieler bei der BSG Motor, danach DDR-Oberliga- und Bundesligaspieler
- Claus Rüdrich, Oberligaspieler in Karl-Marx-Stadt, vorher bei der BSG Motor
- Heinz Satrapa, Oberligaspieler in Zwickau und Aue, Trainer von 1968 bis 1970
- Franz Pfanne, Drittligaspieler bei FC Hansa Rostock